# Natação nos Jogos Pan-Americanos de 2011 - 200 m costas feminino
As competições dos 200 metros costas feminino da natação nos Jogos Pan-Americanos de 2011 foram realizadas no dia 20 de outubro no Centro Aquático Scotiabank, em Guadalajara.

## Medalhistas
| Ouro   | USA Elizabeth Pelton  |
| Prata  | USA Bonnie Brandon    |
| Bronze | MEX Fernanda González |

## Recordes
Antes desta competição, os recordes mundiais e olímpicos da prova eram os seguintes:
| Tipo                             | Atleta              | Tempo   | Local          | Data                | Ref |
| -------------------------------- | ------------------- | ------- | -------------- | ------------------- | --- |
|                                  | ZIM Kirsty Coventry | 2m04s81 | Roma           | 1 de agosto de 2009 | ver |
| Recorde dos Jogos Pan-Americanos | USA Teresa Crippen  | 2m10s57 | Rio de Janeiro | 22 de julho de 2007 | ver |

## Resultados

### Eliminatórias
| Pos. | Bateria | Raia | Nadador            | País                     | Tempo   | Obs. |
| ---- | ------- | ---- | ------------------ | ------------------------ | ------- | ---- |
| 1    | 3       | 4    | Elizabeth Pelton   | USA Estados Unidos       | 2:10.66 | QA   |
| 2    | 2       | 4    | Bonnie Brandon     | USA Estados Unidos       | 2:13.87 | QA   |
| 3    | 1       | 4    | Fernanda González  | MEX México               | 2:16.61 | QA   |
| 4    | 1       | 5    | Lourdes Villaseñor | MEX México               | 2:16.94 | QA   |
| 5    | 2       | 5    | Gabrielle Soucisse | CAN Canadá               | 2:17.27 | QA   |
| 6    | 3       | 5    | Gisela Morales     | GUA Guatemala            | 2:17.86 | QA   |
| 7    | 2       | 6    | Elimar Barrios     | VEN Venezuela            | 2:20.96 | QA   |
| 8    | 3       | 3    | Fernanda Alvarenga | BRA Brasil               | 2:21.24 | QA   |
| 9    | 3       | 2    | Mckayla Lightbourn | BAH Bahamas              | 2:23.74 | QB   |
| 10   | 1       | 3    | Karyn Jewell       | CAN Canadá               | 2:23.78 | QB   |
| 11   | 1       | 6    | Alana Berrocal     | PUR Porto Rico           | 2:24.76 | QB   |
| 12   | 3       | 6    | Florencia Perotti  | ARG Argentina            | 2:24.78 | QB   |
| 13   | 2       | 2    | Erika Torellas     | VEN Venezuela            | 2:26.16 | QB   |
| 14   | 2       | 7    | Karen Vilorio      | HON Honduras             | 2:26.58 | QB   |
| 15   | 3       | 7    | Laura Rodríguez    | DOM República Dominicana | 2:27.26 | QB   |
| 16   | 1       | 2    | Inés Remersaro     | URU Uruguai              | 2:27.77 | QB   |
| 17   | 1       | 7    | Mariana Zavalla    | BOL Bolívia              | 2:28.30 |      |
|      | 2       | 3    | Joanna Maranhão    | BRA Brasil               |         | DNS  |

### Final B
| Pos. | Raia | Nadador            | País                     | Tempo   | Obs. |
| ---- | ---- | ------------------ | ------------------------ | ------- | ---- |
| 1    | 4    | Mckayla Lightbourn | BAH Bahamas              | 2:19.25 |      |
| 2    | 5    | Karyn Jewell       | CAN Canadá               | 2:20.87 |      |
| 3    | 6    | Florencia Perotti  | ARG Argentina            | 2:23.03 |      |
| 4    | 8    | Inés Remersaro     | URU Uruguai              | 2:24.16 |      |
| 4    | 3    | Alana Berrocal     | PUR Porto Rico           | 2:24.18 |      |
| 6    | 2    | Erika Torellas     | VEN Venezuela            | 2:25.17 |      |
| 7    | 7    | Karen Vilorio      | HON Honduras             | 2:25.99 |      |
| 8    | 1    | Laura Rodríguez    | DOM República Dominicana | 2:28.13 |      |

### Final A
| Pos.              | Raia | Nadador            | País               | Tempo   | Obs.                             |
| ----------------- | ---- | ------------------ | ------------------ | ------- | -------------------------------- |
| Medalha de ouro   | 4    | Elizabeth Pelton   | USA Estados Unidos | 2:08.99 | Recorde dos Jogos Pan-Americanos |
| Medalha de prata  | 5    | Bonnie Brandon     | USA Estados Unidos | 2:12.57 |                                  |
| Medalha de bronze | 3    | Fernanda González  | MEX México         | 2:13.56 |                                  |
| 4                 | 7    | Gisela Morales     | GUA Guatemala      | 2:16.33 |                                  |
| 5                 | 6    | Lourdes Villaseñor | MEX México         | 2:16.60 |                                  |
| 6                 | 2    | Gabrielle Soucisse | CAN Canadá         | 2:16.86 |                                  |
| 7                 | 1    | Elimar Barrios     | VEN Venezuela      | 2:21.40 |                                  |
| 8                 | 8    | Fernanda Alvarenga | BRA Brasil         | 2:22.77 |                                  |

Legenda
| Recorde mundial                  | Recorde mundial (World record)               |                       | Recorde africano                      | Recorde africano (African) |                                           | Q | Classificado por posição (Qualified) |
| Recorde dos Jogos Pan-Americanos | Recorde pan-americano (Pan-American record)  | Recorde da América    | Recorde da América (Americas)         | q                          | Classificado por melhor tempo (Qualified) |   |                                      |
| Melhor marca do ano              | Melhor marca do ano (World leading)          | Recorde asiático      | Recorde asiático (Asian)              | DNS                        | Não largou (Did not start)                |   |                                      |
| Recorde nacional                 | Recorde nacional (National record)           | Recorde europeu       | Recorde europeu (European)            | DNF                        | Não terminou (Did not finish)             |   |                                      |
| Recorde pessoal                  | Recorde pessoal do atleta (Personal best)    | Recorde da Oceania    | Recorde da Oceania (Oceania)          | DSQ / DQ                   | Desclassificado (Disqualified)            |   |                                      |
| Recorde da temporada             | Recorde da temporada do atleta (Season best) | Recorde sul-americano | Recorde sul-americano (South America) | NM                         | Sem marca (No mark)                       |   |                                      |